# Georges Beaucourt
Georges Beaucourt (15 april 1912, Roubaix - 1 maart 2002) was een Franse voetballer en voetbalcoach.

## Carrière
Beaucourt is geboren in Roubaix en hij begon te voetballen in 1930 bij Lille. In 1938 ging hij bij RC Lens spelen. 
Op 13 december 1936 in de thuiswedstrijd tegen Joegoslavië maakte Beaucourt zijn debuut voor Franse voetbalelftal. Hij won de wedstrijd met 1-0.
Hij was trainer van RC Lens in 1940 tot met 1942.
Beaucourt overleed op 1 maart 2002.

## Interland
| Interlands van Georges Beaucourt voor Frankrijk | Interlands van Georges Beaucourt voor Frankrijk | Interlands van Georges Beaucourt voor Frankrijk | Interlands van Georges Beaucourt voor Frankrijk | Interlands van Georges Beaucourt voor Frankrijk | Interlands van Georges Beaucourt voor Frankrijk | Interlands van Georges Beaucourt voor Frankrijk |
| №                                               | Datum                                           | Wedstrijd                                       | Uitslag                                         | Competitie                                      | Goals                                           | Assists                                         |
| ----------------------------------------------- | ----------------------------------------------- | ----------------------------------------------- | ----------------------------------------------- | ----------------------------------------------- | ----------------------------------------------- | ----------------------------------------------- |
| 1.                                              | 13 december 1936                                | Frankrijk – Joegoslavië                         | 1 – 0                                           | Vriendschappelijk                               | 0                                               | 0                                               |